# Eunidia varicornis
Eunidia varicornis är en skalbaggsart som beskrevs av Stefan von Breuning 1961. Eunidia varicornis ingår i släktet Eunidia och familjen långhorningar. Inga underarter finns listade i Catalogue of Life.